# Список керівників держав 190 року
Список керівників держав 190 року — це перелік правителів країн світу 190 року
Список керівників держав 189 року — 190 рік — Список керівників держав 191 року — Список керівників держав за роками

## Європа
- Боспорська держава — цар Савромат II (174-210)
- Ірландія — верховний король Арт Оенфер (165-195)
- Римська імперія
  - імператор Коммод (177-192)
  - консул Коммод (190)
  - консул Марк Петроній Сура Септиміан (190)

## Азія
- Аракан (династія Сур'я) — раджа Сана Сур'я (146-198)
- Близький Схід
  - Адіабена — цар Нарсай (170-200)
  - Бану Джурам (Мекка) — шейх Бішр (180-190), його змінив шейх Мухад II аль-Асгар (190-206)
  - Велика Вірменія — цар Вагарш II (186-198)
  - Осроена — цар Абгар IX Великий (177-212)
  - Харакена — цар Аттамбал VIII (180-195)
- Іберійське царство — цар Рев I (189-216)
- Індія
  - Західні Кшатрапи — махакшатрап Ісварадатта (188-191)
  - Кушанська імперія — великий імператор Васудева I (184-220)
  - Царство Сатаваханів — магараджа Шрі Яджня Сатакарні Сатавахана (178-207)
  - Держава Чера — Тагадур Ерінда Перумшерал (185-201)
- Китай
  - Династія Хань — імператор Лю Се (Сянь-ді) (189-220), Фактично править його регент Дун Чжо (189-192)
    - шаньюй південних хунну Чічжі-Шічжухоу (188-195)
    - володар держави сяньбі Цяньмань (186-190); Куйтоу (190-205)
- Корея
  - Когурьо — тхеван (король) Когукчхон (179-197)
  - Пекче — король Чхого (166-214)
  - Сілла — ісагим (король) Порх'ю (184-196)
- Паган — король П'юсоті (167-242)
- Персія
  - Парфія — шах Вологез III (147-191)
- Сипау (Онг Паун) — Сау Кам Кяу (127-207)
- плем'я Хунну — шаньюй (вождь) Юйфуло (188-195)
- Японія — тенно (імператор) Сейму (131-191)

## Африка
- Царство Куш — цар Аритеніесбоке (175-190), його змінив цар Аманікхарекерем (190-194)